# Belvézet
Belvézet település Franciaországban, Gard megyében. Lakosainak száma 235 fő (2022. január 1.). Belvézet Aigaliers, La Bruguière, Montaren-et-Saint-Médiers, Serviers-et-Labaume, Seynes és Vallérargues községekkel határos.

## Népesség
A település népességének változása:
| Lakosok száma | 109  | 159  | 149  | 218  | 249  | 249  | 245  | 239  | 240  | 235  |
|               | 1968 | 1982 | 1990 | 2006 | 2013 | 2015 | 2017 | 2019 | 2020 | 2022 |